# Нилін Павло Пилипович
Нилін Павло Пилипович (1908—1981) — російський письменник, сценарист. Лауреат Державної премії СРСР за сценарій фільму «Велике життя» (1с, 1941).
Народ. 16 січня 1908 р. в Іркутську. Помер 2 жовтня 1981 р. в Москві. Літературну діяльність розпочав 1924 р.
Автор сценарію українського фільму «Велике життя» (1 с, 1939). Нагороджений медалями. Був членом Спілки письменників Росії.